# Zbigniew Księski
Zbigniew Księski (ur. 1 stycznia 1954 w Żarach, zm. 26 maja 2018 w Lublinie) – polski szachista, mistrz międzynarodowy od 1985 roku.

## Kariera szachowa
W 1974 r. zdobył w Grudziądzu tytuł wicemistrza Polski juniorów do 20 lat. W tym samym roku zajął również II miejsce w międzynarodowym turnieju juniorów w Ploeszti. W 1975 r. zadebiutował w finale mistrzostw kraju seniorów. Do 1984 r. w finałowych turniejach wystąpił ośmiokrotnie, najlepsze wyniki osiągając w latach 1980 (Łódź, V miejsce), 1982 (Zielona Góra, V miejsce) i 1983 (Piotrków Trybunalski, IV miejsce). Dwukrotnie (Piotrków Trybunalski 1976, Bydgoszcz 1987) zdobył srebrne medale mistrzostw Polski w szachach błyskawicznych.
Wielokrotnie startował w międzynarodowych oraz ogólnopolskich turniejach, sukcesy uzyskując m.in. w Krakowie (1980, turniej open, dzielone II miejsce), Hradec Králové (1981, open, I), Budapeszcie (1983, IV), Mielnie (1983, open, I–II), Ułan Bator (1983, III), Călimănești (1984, III–IV), Łodzi (1984, memoriał Kazimierza Makarczyka, II), Plewen (1984, II), Rzeszowie (1985, II–III), Białymstoku (1985, II) oraz Rzeszowie (1986, II). W kolejnych latach dobre rezultaty zanotował m.in. w Stuttgarcie (2001, open, II–IV), Bad Königshofen (2003, III), Crailsheim (2004, open, II–V), Görlitz (2004, open, I–V), Jenie (2004, open, II–III), Monachium (2005, open, III–IV), Hamburgu (2005, II) i Chemnitz (2006, dz. I m.).
Najwyższy ranking w karierze osiągnął 1 stycznia 1999 r., z wynikiem 2441 punktów zajmował wówczas 13. miejsce wśród polskich szachistów.
Pochowany na Cmentarzu Komunalnym w Lublinie (ul. Droga Męczenników Majdanka 71) (kwatera S10K16-1-9).

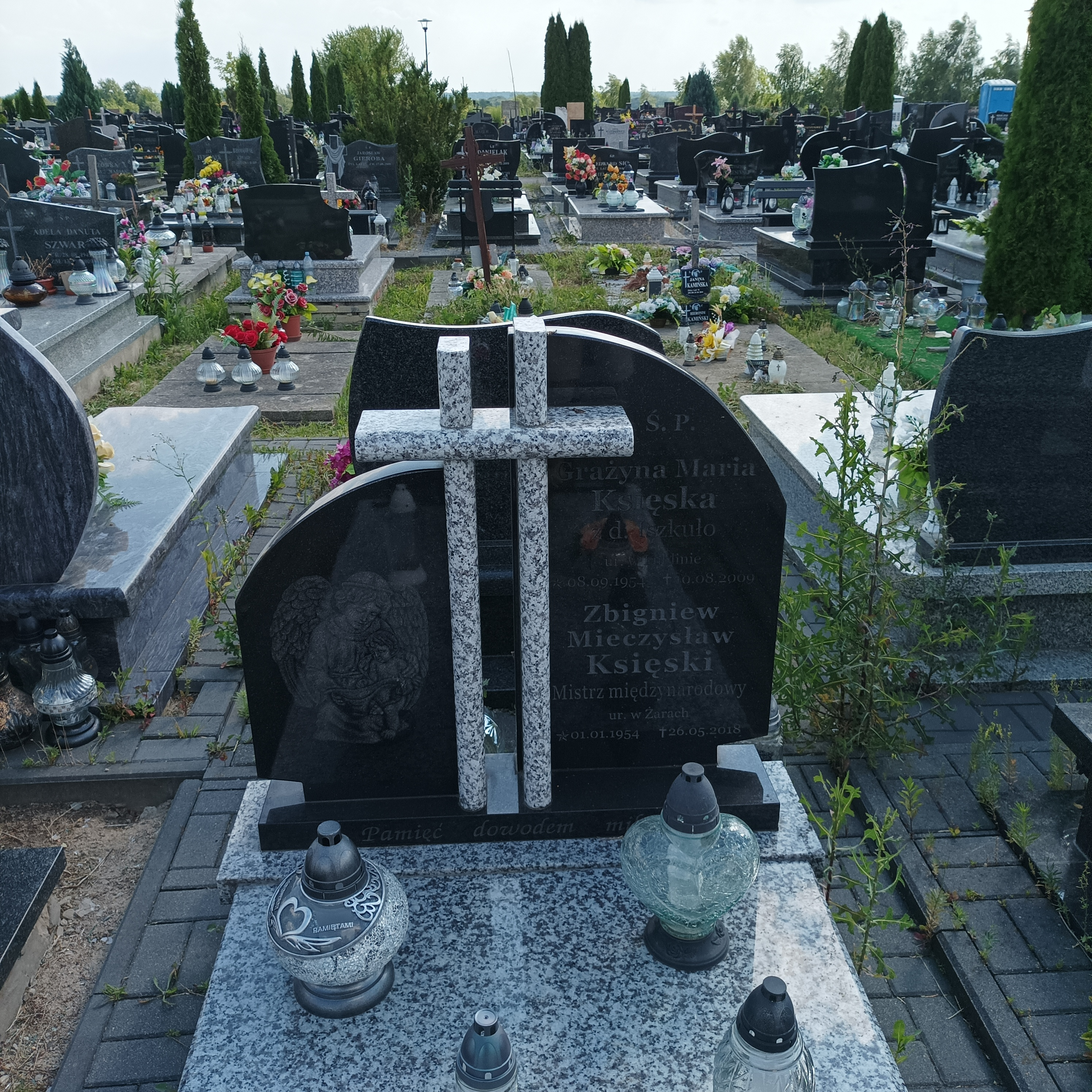
Grób Zbigniewa Księskiego na cmentarzu komunalnym na Majdanku